# Der Clan der Otori

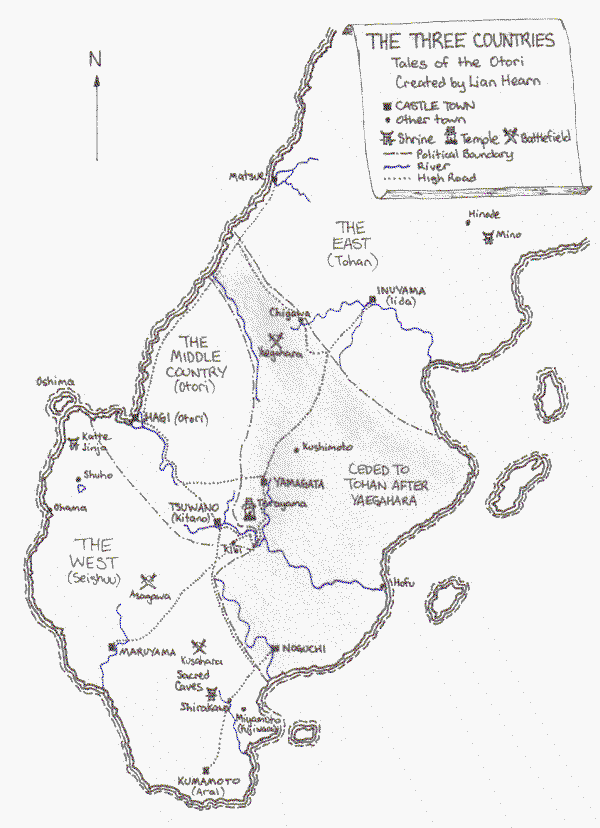
Karte der drei Länder

Der Clan der Otori (OT: Tales of the Otori) ist der Name einer Bücherreihe der Schriftstellerin Gillian Rubinstein, die diese unter dem Pseudonym Lian Hearn schrieb. Sie erzählt von einem jungen Mann namens Takeo, der in einer Welt lebt, die dem historischen Japan authentisch nachempfunden ist.

## Die Bände
Der Clan der Otori war ursprünglich als eine Trilogie geplant und sollte nach Der Glanz des Mondes zu Ende sein. Überraschenderweise aber kündigte Lian Hearn an, dass zwei weitere Buchteile folgen werden. The Harsh Cry of the Heron („Der Ruf des Reihers“), der 16 Jahre nach dem Ende des dritten Teils spielt und der Prequel Heaven’s Net is Wide („Die Weite des Himmels“), das vor dem Einsetzen des Buches „Das Schwert in der Stille“ spielt.

### Das Schwert in der Stille
Originaltitel: Across the Nightingale Floor
Der Junge Tomasu wächst in einem Dorf in den Bergen auf, fernab von Krieg und Gewalt. Als ein Kriegsherr namens Iida, der Lord des Tohan-Clans, sein Dorf überfällt und alle Bewohner töten lässt, ändert sich alles. Als einziger Überlebender flüchtet Tomasu und wird von dem reisenden Adeligen Otori Shigeru vor seinen drei Verfolgern gerettet. Dieser nimmt Tomasu bei sich auf und gibt ihm den Namen Takeo, benannt nach Shigerus verstorbenen Bruder Takeshi, dem Tomasu sehr ähnlich sieht. Als Takeo Shigeru vor einem Attentat warnt und mit Shigerus Hilfe den Attentäter stellt, ist Shigeru fest entschlossen, Takeo zu adoptieren. Takeo lernt von dem Gelehrten Ichiro das Lesen und Schreiben und wird später von Shigeru im Bogenschießen und im Schwertkampf unterrichtet. Als Kenji, ein Stammesangehöriger, von dem Tod des Attentäters hört, entdeckt er, dass Takeo auch ein Angehöriger des sogenannten Stammes ist. Kenji lehrt Takeo, mit seinen Fähigkeiten (Unsichtbarkeit, exzellentes Gehör, sich an zwei Orten gleichzeitig befinden, Gesichtszüge verändern) umzugehen. Als Shigeru und Takeo um eine Adoption bei Shigerus Onkel bitten, stimmen sie nur zu, wenn Shigeru wieder heiratet. Er soll das Bündnis mit den Tohan schließen, indem er die Geisel Kaede heiratet. Diese Heirat soll in Inuyama, der Tohan Hauptstadt, stattfinden. Aber an Kaede haftet ein schlechter Ruf, der besagt, dass alle Männer, die sie begehren, sterben; doch als sich Takeo und Kaede zum ersten Mal begegnen, verlieben sich beide unsterblich ineinander. Iida sieht indes die Gelegenheit, Shigeru loszuwerden. In Inuyama angekommen, wird diese Hochzeit ein Debakel. Shigeru ahnte bereits eine Falle seiner Onkel und Iida, doch er hat einen Plan: Er geht mit Takeo nach Inuyama, und bevor Shigeru Kaede heiraten soll, steigt Takeo mit seinen Stammesfähigkeiten in Iidas Schloss und bringt ihn um. Doch dieser Plan scheitert. Takeo will mit seinem Lehrer Kenji ins Schloss, doch dieser verrät Shigeru an den Stamm. Dieser entführt Takeo, und Shigeru wird als Verräter gefangen genommen. Sein Verrat lautet, einen Verborgenen bei sich aufgenommen zu haben. Takeo wirft Kenji dessen Verrat vor, da dieser Shigeru trotz jahrelanger Freundschaft aus Loyalität zum Stamm verraten hat. Auch Kenji trägt schwer an diesem Vertrauensbruch. Die beiden schließen einen Pakt: Dafür, dass Kenji Takeo Iida töten lässt und ihn dabei unterstützt, wird Takeo zum Stamm zurückkehren und seine Loyalität von den Otori auf den Stamm übertragen.
Takeo schleicht sich nachts heimlich mit der Hilfe von Kenji und seiner Tochter Yuki zur Schlossmauer, wo Lord Shigeru, an beiden Armen an der Schlossmauer aufgehängt, einen qualvollen Tod erleiden soll. Takeo holt ihn von der Mauer und beendet sein Leiden mit Shigerus Schwert, das in dessen Familie seit Jahrhunderten weitergegeben wird, er nimmt das Schwert danach an sich.
Anschließend dringt er erneut ins Schloss ein und hat mit Kaede eine Liebesnacht. Die beiden gestehen sich ihre Liebe. Takeo greift daraufhin Iida und dessen Wachen an. Kaede versetzt Iida den Todesstoß. Da die Tötung eines Lords durch eine Frau ein todeswürdiges Verbrechen ist, behauptet Takeo, Iida getötet zu haben. Beide verlassen das Schloss und sehen, wie die Armee eines Rivalen Iidas einmarschiert. Er kehrt freiwillig zum Stamm zurück und trauert um den toten Shigeru und um Kaede, die er nun nicht mehr sieht.

### Der Pfad im Schnee
Originaltitel: Grass for his Pillow
Nach dem Tod von Iida und Shigeru schließt sich Takeo dem Stamm an, von dem er väterlicherseits abstammt, und schwört ihm ewige Treue. So verlässt er aber auch seine Liebe Kaede, die von ihrer einzigen gemeinsamen Nacht schwanger ist, was Takeo aber nicht weiß. Da Takeo nichts anderes als sein Pferd Raku besaß, gab er ihr dies als Geschenk. Kaede ihrerseits reist zurück zu ihrem alten Heim, muss aber feststellen, dass nichts so ist, wie es in ihrer Kindheit war. Die Ernte ist ausgeblieben, und der Vorrat an Essbarem ist sehr knapp. Als sie ihren Vater sieht, weiß sie, wieso sich alles im Dorf verschlechtert hatte: Ihr Vater ist verrückt geworden, weil seiner ältesten Tochter ein schlechter Ruf anhaftet. Da er durch seine Tochter entehrt wurde, will er nichts anderes mehr, als dass sie auch ihm den Tod bringt. Ein treuer Diener Kaedes tötet ihren verrückt gewordenen Vater würdevoll. Durch seinen Tod ist sie die älteste und einzige Erbin des Shirakawa-Clans. Obwohl sie eine Frau ist, übernimmt sie die Führung der Domäne Shirakawa und will sich gegen die Kriegsherren beweisen. Takeo wird währenddessen von den Mitgliedern des Stammes einem harten Training unterzogen. Die in seinen Augen brutalen und ruchlosen Methoden des Stammes bewegen ihn aber dazu, sich von ihm abzuwenden, trotz des Treueschwurs. Aber die Bestrafung auf Verrat ist der Tod, vor dem er nun flüchten muss. Er macht sich auf den Weg ins Kloster Terayama, wo er sich Hilfe erhofft. Auf dem Weg dorthin begegnet er, halb erfroren, einer Gruppe Ausgestoßener. Einen von ihnen kennt er bereits von den Ereignissen in Inuyama. Dieser führt ihn zu einem versteckten Bergpfad. In einer Höhle erfährt er die Prophezeiung, die ihn fortan begleitet, von einer alten Frau. Kaede versucht den Wohlstand des Shirakawa-Clans wiederherzustellen. Aus diesem Grund freundet sie sich mit einem reichen Edelmann an: Lord Fujiwara. Kaede möchte von diesem mächtigen Mann profitieren. Kaede bleibt nichts anderes übrig, als alle ihre Geheimnisse über Takeo und dessen Abstammungen zu verraten, im Gegenzug bekommt sie Verpflegung und bessere Waffen für ihr Dorf. Doch was Kaede nicht weiß, ist, dass Fujiwara sie heiraten möchte. Kaede reist unter dem Vorwand Lord Arai ihre Aufwartung zu machen nach Terayama. Dort trifft sie Takeo und sie heiraten.

### Der Glanz des Mondes
Originaltitel: Brilliance of the Moon
Nachdem Takeo nach Terayama geflüchtet ist und dort, ohne Einwilligung des derzeitigen mächtigsten Herrschers Arai, Kaede geheiratet hat, baut er nun eine Armee auf, um das Erbe seiner Frau (Maruyama-Clan) zu schützen und die Otori-Lords zu stürzen. Nach der Prophezeiung wird er fünf Schlachten schlagen, vier davon gewinnen und eine verlieren. Doch die Heirat mit Kaede hat noch andere Feinde auf den Plan gerufen. Sowohl Lord Fujiwara als auch Lord Arai sind über die Heirat erzürnt. Fujiwara, weil er Kaede als seine Braut ansah, Arai, weil die Heirat ohne seine Einwilligung stattfand. Takeo, Kaede und ihre Verbündeten, darunter der Mönch Kubo Makoto und die Miyoshi-Brüder Kahei und Gemba schaffen es Maruyama gegen Lord Iida Nariaki (Vetter von Iida) zu verteidigen und dem Land zu altem Wohlstand zu verhelfen. Takeo sucht nach einer Methode, Hagi zu stürzen, ohne sich auf eine Belagerung einlassen zu müssen, was eine unabwendbare Niederlage bedeuten würde. So macht er sich mit Makoto und einigen anderen Gefährten auf zur Insel Oshima.
Dort angekommen, schließt er ein Bündnis mit dem Piratenführer Fumifusa, der gleichzeitig der Vater seines besten Freundes Fumio ist.
In der Zwischenzeit jedoch macht sich Kaede auf dem Weg zu ihrer Domäne Shirakawa, um nach ihr zu sehen und ihre Schwestern Ai und Hana abzuholen. Sie wird jedoch von ihrem Gefolgsmann Shoji Kiyoshi verraten und von Lord Fujiwara gefangen genommen. Gegen ihren Willen heiratet er sie, ohne jedoch mit ihr zu schlafen, da er Männer bevorzugt. Als Takeo erfährt, was mit seiner Frau geschehen ist, macht er sich sofort mit einer Armee auf, um sie zurückzuholen. Gegen die Übermacht von Arais Soldaten kann er jedoch nichts ausrichten. Sie fliehen nach Shuho, werden dort jedoch eingeholt. Freiwillig ergibt sich Takeo, um seine Männer zu schützen. Man führt ihn zu Lord Arai, der Takeo jedoch nicht töten will, sondern ihm ein Bündnis anbietet. Takeo soll allerdings beweisen, dass die Gerüchte, er sei ein Verborgener, nicht wahr sind. Er hat keine andere Wahl, als Jo-An zu töten, um sich keine Blöße zu geben.
Währenddessen wird die Tochter von Muto Kenji, Yuki, nachdem sie Takeos Kind geboren hat, gezwungen, Gift zu schlucken. Kenji ist vor Trauer und Wut über die Kikuta so außer sich, dass er den Stamm spaltet und sich mit Takeo verbündet, um die Otorilords zu stürzen.
In Hagi angekommen, schaffen sie es, Shoichi und Masahiro und ihre Söhne aus dem Weg zu räumen und somit Shigerus Tod zu rächen. Als Arai jedoch zu ihnen stößt, entpuppt er sich als Verräter, da er Otori-Soldaten durch Pfeile töten lässt. Kurz danach jedoch bebt die Erde, wodurch Arais Armee komplett zerstört und der Krieg beendet wird.
Kaede schafft es mit Shizukas Hilfe, aus Fujiwaras Haus zu entkommen, das im Laufe eines Erdbebens vernichtet wird. Sie und Takeo finden sich in den heiligen Höhlen Shirakawas wieder.
Im Epilog erzählt Takeo anschließend, dass er die drei Länder erfolgreich in Frieden zusammen mit Kaede regiert und drei Töchter mit ihr hat. Laut der Beschreibung ist die älteste Kaedes Ebenbild, während die Zwillinge, die zwei Jahre jünger sind, die Stammesfähigkeiten der Kikuta geerbt haben.
Takeo lässt auch seinen Sohn, Yukis Kind, welches unter der Hand des Stammes heranwächst beobachten. Er weiß, dass sein Sohn eines Tages angestachelt durch Lügen versuchen wird, ihn zu töten, doch Takeo will nicht zulassen, dass dem Jungen etwas geschieht und es viel mehr begrüßen, wenn er durch seine Hand ums Leben kommt.

### Der Ruf des Reihers
Originaltitel: The Harsh Cry of the Heron
Seit sechzehn Jahren herrschen Takeo und Kaede gemeinsam über die drei Länder. Ihre Liebe und Harmonie, aber auch die perfekte Balance zwischen männlicher und weiblicher Kraft haben ihrem Land dauerhaften Frieden und großen Reichtum beschert. Das bleibt auch dem Kaiser im fernen Miyako und seinem obersten General, Saga Hideki, nicht verborgen. Gemeinsam mit dem nach Rache sinnenden Sohn Arai Daiichis Arai Zenko und seiner Frau Hana, Kaedes Schwester, planen sie die drei Länder zu beherrschen. Nicht nur Zenko sinnt auf Rache für seinen Vater, sondern auch Kikuta Akio als Anführer der Kikuta. Die beiden arbeiten zusammen, um Takeo zu vernichten. Zenko sichert sich ebenfalls die Unterstützung der Fremden, ihrer Flotte und ihrer Feuerwaffen. Der General fordert Takeo zu einem Wettkampf heraus: Wenn er verliert, muss er nicht nur abdanken und ins Exil gehen, sondern auch in eine Heirat seiner schönen Tochter Shigeko mit Saga einwilligen. Mit seinen treusten Gefolgsleuten, mit denen Takeo sein Leben lang gekämpft hat, macht er sich auf die lange Reise zur Kaiserstadt. Er hofft, den Wettkampf zu gewinnen und den Kaiser und seinen General von der Rechtmäßigkeit seiner Herrschaft zu überzeugen. Die Reise scheint anfangs für die Otori ein Erfolg zu werden und sie scheinen den Kaiser und Saga durch den Sieg beim Wettkampf auf ihre Seite bekommen zu haben, doch plötzlich kommt es aus unglücklichen Zufällen zum Bruch zwischen beiden Seiten. Sagas und Takeos Armee treffen sich in einer gewaltigen Schlacht an der Ostgrenze der drei Länder, welche die Streitkräfte von Takeo knapp für sich entscheiden können. Mittlerweile hat Hana Kaede offenbart, dass Takeo ihr seinen Sohn mit Muto Yuki verschwiegen hat. Blind vor Wut und Hass auf Takeo unterstützt sie zunächst Arai Zenkos offene Rebellion gegen die Otori, die beginnt, als Takeos Armee im Osten gegen Saga kämpft, und verschwindet dann scheinbar, nachdem sie und Takeo ein letztes Mal in Yamagata aufeinandertreffen. Wütend verjagt sie Takeo, der sich mit ihr versöhnen will und anschließend ins Kloster nach Terayama flieht. Zuvor hatte er abgedankt und Shigeko zu seiner Nachfolgerin ernannt, welche die Armee aus dem Osten heranführt, um gegen Arai Zenko zu kämpfen. Im Kloster schwört er, nie wieder zu töten, und verbringt seine letzten Tage als Künstler. Schließlich tauchen Kikuta Akio und Takeos Sohn Hisao auf, um Takeo zu ermorden. Hisao bringt es nicht über sich, Takeo zu erschießen, und Akio stirbt bei dem Versuch, da Hisaos Pistole eine Fehlzündung hat. Takeo umarmt Hisao, greift nach seinen Waffen und ersticht sich durch ein Messer, das er in Hisaos Hände presst. Er wird neben Shigeru begraben. Kaede taucht Monate später voller Trauer beim Kloster auf und bereut ihr Verhalten. Sie entschließt sich, für ihre verbliebenen Kinder Shigeko und Miki sowie Chikara, Suanomi (Zenkos Söhne) und Hisao weiterzuleben. Man erfährt, dass Shigeko und Saga verheiratet sind und ihre Armeen Zenko und die Fremden besiegt haben. Shigeko und Saga herrschen nun gleichberechtigt über die drei Länder, wie es der testamentarische Wunsch Takeos war.

### Die Weite des Himmels
Originaltitel: Heaven’s Net is Wide
Dieses Buch ist das erste und das letzte der Buchreihe „Der Clan der Otori“. Es erschien in Deutschland am 10. Januar 2009 und in der Schweiz am 15. Januar 2009.
Dieser Prequel beginnt in Takeos Geburtsjahr und schildert das Leben von Shigeru und den Ablauf der Schlacht von Yaegahara. Außerdem erfährt man mehr über Shigeru, z. B. wie er von Shizuka Informationen über den Stamm bekam, unter welchen Umständen Kenji sein Freund wurde, die Ermordung seines Bruders Takeshi und wie er sich unsterblich in Maruyama Naomi verliebte.
Shigeru ist der Sohn des Otoriclanführers Shigemori. Shigemori und seine Familie lebten in Hagi. Der Clanerbe Shigeru wuchs wie sein jüngerer Bruder Takeshi wie ein Krieger auf; er wurde in Schwertkampf, Bogenschießen, Lesen und Schreiben unterrichtet. Als Shigeru in ein gewisses Alter kam, in dem er sich heimlich mit seinem engsten Freund Kyioshige mit Frauen traf und in Freudenhäuser ging, entging dies seinem Vater nicht, er erzählte ihm, wie er sich einst in eine Konkubine verliebte, die, wie er später von ihr erfuhr, vom Stamm ist und von ihm ein Kind erwartete. Dieses Kind wolle sie bekommen, sagte sie dem verliebten Shigemori. Es würde im Stamm aufwachsen. Aber er solle dies geheim halten. Er sah seine Konkubine nie mehr. Und sein uneheliches Kind ebenso wenig.
Aus diesem Grund empfahl sein Vater Shigeru, sich nicht zu verlieben. Aus diesem Grund solle er nach Terayama gehen und sich vom besten Schwertkämpfer Matsuda Shingen unterrichten lassen. In dieser Zeit in Terayama lernte er sehr viel. Er lernte, seinen Geist unter Kontrolle zu halten, und seine Schnelligkeit bei einem Kampf verbesserte sich sehr.
Zurück in Hagi, überraschte sein engster Freund ihn mit einer Konkubine namens Akane. Akane und er liebten sich in vielen Nächten, bis er beschloss, sich nicht in irgendeine Frau zu verlieben und so zu werden wie sein Vater. Er ließ ihr ein Haus neben dem Schloss bauen. Dort liebten sie sich fast jede Nacht, ohne dass er sich in sie verliebte.
Monate vergingen, und sein Vater wollte mit ihm über eine Hochzeit sprechen. Eine Frau wurde auserkoren, Shigeru zu heiraten.
Shigeru reiste viel durch das mittlere Land und begegnete Arai Daiichi und der wunderschönen Clanführerin Naomi Maruyama. Shigeru und Naomi verliebten sich ineinander, doch dies sollte für ihr Leben ein Geheimnis bleiben, denn Lord Iida, der immer mehr an Macht gewann, würde dies nicht billigen, da Lord Shigeru ihn einmal gerettet hatte und nun seine Verachtung gegenüber Lord Shigeru nicht verheimlichte. Wie es hieß, wolle Iida Sadamu die einzige Frau, die einen Clan führte, heiraten, damit er ihren Clan mit Gewalt regieren konnte.
Dies trug alles dazu bei, dass es in Yaegahara zu einem furchtbaren Krieg kam. Die Verbündeten der Otori, die Noguchi, verrieten die Otori, und Iida gewann die Schlacht. Lord Shigeru wollte sich sein Leben nehmen, denn dies war ehrenvoll, sein Vater war tot, und das Schwert Jato war verschwunden. Eine Wendung ließ Shigeru innehalten; Muto Kenji brachte ihm sein Schwert Jato wieder zurück.
In Hagi billigten seine Onkel nicht, dass er sich nicht das Leben genommen hatte. Die Forderungen Iidas waren, dass er nur verhandeln wollte, wenn Shigeru sich aus dem politischen Geschehen heraushielt und seine Onkel dies übernahmen. Außerdem drohte er ihm, seinen Bruder, der in Terayama war, zu ermorden.
So schwor er sich insgeheim, an Iida Rache zu nehmen und ihn zu ermorden. Aber dies konnte er nur erreichen, wenn er als harmlos galt, also wurde er ein Bauer. Jahre vergingen, und seine Rolle als Bauer festigte sich.
Als Muto Shizuka, eine vom Stamm, ihm nach Hause folgte und ihm Hilfe anbot, erklärte sich Shigeru bereit, ihr zu vergeben, dass sie ihn verraten hatte. Im Gegenzug erhielt Shigeru Einzelheiten über den Stamm.
Wie durch Zufall hörte Shizuka von einem Verborgenen, der wie ein Otori aussah. Sie berichtete Shigeru, dass dieser Junge in Mino lebe und sein Neffe sei.
Als Shigeru dies erfuhr, machte er sich schnell auf den Weg, seinen Neffen zu finden, um ihn nach Hagi zu bringen und ihn zu adoptieren. Ein Neffe, der gemischtes Blut in sich trug: Von den Otori, dem Stamm und den Verborgenen.
Dieses Blut des Stammes gab Shigeru Hoffnung, Iida zu töten.

## Die Clans
Eine wichtige Rolle in den Büchern spielen die verschiedenen Clans, ihre Bündnisse und ihre Feindseligkeiten.
Die Clans und ihr Symbol:
Otori-Clan
Der Clan der Otori wird von Shigeru's Onkel, Otori Masahiro und Otori Shoichi regiert und hat seinen Hauptsitz in der Hafenstadt Hagi. Das Otoriland erstreckt sich vom nördlichen Meer bis in das mittlere Land. Früher besaßen die Otori noch weitere Ländereien im Osten, jedoch beanspruchten durch die verlorene Schlacht von Yaegahara die Tohan weite Teile dieses Landes.
Maruyama-Clan
Der Maruyama-Clan wird im ersten Band der Trilogie von Lady Maruyama Naomi regiert. Im Gegensatz zu Lord Iida gewährt sie den Verborgenen Schutz. Sie ist mit Shigeru verbündet.
Shirakawa-Clan
Der Shirakawa-Clan wird angeführt von Lord Shirakawa, Kaedes Vater. Seit dem Tod seiner Frau kümmert sich Lord Shirakawa nicht mehr um sein Land. Die Ernten fallen schlecht aus, und seine Ehre ist dahin.
Tohan-Clan
Der Tohan-Clan wird im ersten Band von Iida Sadamu geführt. Er hatte es sich zur Aufgabe gemacht, alle Verborgenen auszulöschen. Er arbeitet gelegentlich mit dem Stamm zusammen. Er nutzt seine Kontakte zum Stamm, um Attentate auszuführen. Weil er weiß, wie gefährlich der Stamm sein kann, ließ er einen Nachtigallenboden in seinem Gemach errichten.
Arai-Clan
Der Arai-Clan wird von Arai Daiichi angeführt.
Seishuu-Clan
Die Clans im westlichen Land werden als Seishuu bezeichnet (Maruyama, Shirakawa, …)

## Weitere Gruppen
Außer den Clans gibt es auch noch drei andere Gruppen: Der Stamm, die Verborgenen und die Ausgestossenen.
Der Stamm
Der Stamm ist in 5 Familien aufgeteilt: Kikuta, Muto, Kuroda, Kudo und Imai. Der Kikutameister und der Mutomeister führen den Stamm.
Die Mitglieder des Stammes haben Stammesfähigkeiten wie: gutes Seh- und Hörvermögen, das Einsetzen des zweiten Ichs, Tarnung (Unsichtbarkeit), ein Blick, der jemand außer Gefecht setzen kann (in einen Schlaf versetzen, der ihn unter Umständen töten kann).
Mit diesen Fähigkeiten ausgestattet, begehen sie für die Clans Attentate.
Ihre Dienste sind käuflich, wobei ihre Loyalität einzig dem Stamm bzw. ihrer Familie im Stamm gilt.
Deshalb und wegen ihrer übernatürlichen Fähigkeiten, mit denen sie unehrenhaft aus dem Hinterhalt töten, verachten und fürchten die Menschen sie.
Als Tarnung betreiben die Mitglieder des Stammes oft Geschäft oder treten als Händler, bzw. Geldverleiher auf.
Während ihrer Einsätze sind sie oft als Akrobaten, Prostituierte oder Diener getarnt.
Die meisten Clans dulden die Mitglieder des Stammes wegen ihrer Nützlichkeit und nicht zuletzt aus Furcht vor Vergeltung.
Eine Ausnahme bildet Takeo, der aufgrund der Aufzeichnungen Shigerus viele Informationen über den Stamm hat und diesen verfolgen lässt.
Deshalb und wegen seines Verrats am Stamm ist er permanentes Ziel von Anschlägen.
Einige Familien des Stammes stellen sich dabei auf seine Seite. Durch diese Spaltung des Stammes, die permanente Verfolgung durch Takeo und nicht zuletzt durch das allmähliche Nachlassen der übernatürlichen Fähigkeiten im Laufe der Jahrhunderte verliert der Stamm immer mehr an Bedeutung.
Die Verborgenen
Die Verborgenen haben eine andere Religion als die Clans und müssen sich deshalb verbergen. Ihre Religion hat Elemente des (realen) christlichen Glaubens. Sie verehren einen einzigen (geheimen) Gott, der seinen Sohn auf die Welt schicken wird, um sie von ihren Sünden zu befreien.
Weil sie deshalb keine andere Autorität vollkommen anerkennen und weil ihrem Glauben nach jeder Mensch gleich ist, werden sie von der Kriegergilde verfolgt.
Ein Großteil der Verborgenen besteht aus einfachen Leuten, wie Bauern und Ausgestoßenen.
Den Verborgenen ist es verboten Leben zu nehmen, weder anderen noch sich selbst.
Die Ausgestossenen
Die Ausgestossenen verrichten die niedrigsten Arbeiten und werden als minderwertig betrachtet.

## Hauptfiguren
Otori Takeo
Ist bei den Verborgenen aufgewachsen. Er musste als Fünfzehnjähriger mit ansehen, wie sein Dorf von den Tohan niedergebrannt wurde. Später erfuhr er von einem Hausierer vom Tod seiner Familie. Sein eigentlicher Name lautet Tomasu, doch Shigeru taufte ihn zu seinem eigenen Schutz um. In seinen Adern fließt dreierlei Blut: das der Verborgenen, das der Otori und das des Stammes. Er ist im Besitz von außergewöhnlichen Stammesfähigkeiten. Takeo zeichnet sich durch seinen Mut und seine Ausdauer aus, jedoch auch durch seine Starrköpfigkeit.
Eine Prophezeiung bestimmt sein Leben und später auch seinen Tod. Sie sagt voraus, dass es fünf Schlachten geben wird und dass er durch die Hand seines eigenen Sohnes getötet wird. Dies geschieht auch, aber anders als erwartet.
Vor der Heirat mit Kaede hat er während seines Aufenthaltes bei dem Stamm einen schrecklichen Fehler begangen.
Shirakawa Kaede (später Otori Kaede)
Ist die rechtmäßige Erbin der Domäne Shirakawa. Als Kaede 7 Jahre alt wurde, nahmen die Noguchi sie als Geisel nach Schloss Noguchi. Sie wurde bei den Dienstboten untergebracht und jahrelang schlecht behandelt. Mehr und mehr verstrickt sich Kaede in die Intrigen des Clans, bis sie auf Takeo stößt und sich in diesen verliebt. Sie wird als schön beschrieben, scheinbar aber liegt auf ihr ein Fluch: Jeder Mann, der sie begehrt, muss sterben. Nur Takeo trotzt diesem angeblichen Fluch.
Sie und Takeo heiraten, obwohl sie dies eigentlich nicht dürften. Zusammen regieren sie die Drei Länder und verhelfen ihnen zu Wohlstand und Frieden. Sie haben eine Tochter, Shigeko (benannt nach Shigeru), danach folgt ein Zwillingspärchen, Maya und Miki, worüber Kaede aber nicht glücklich ist. Kaede hat sich immer einen Sohn gewünscht und bekommt diesen schließlich auch, aber ihm widerfährt ein grausames Schicksal.
Nach Takeos Tod kümmert sie sich um alle Kinder.
Otori Shigeru
Ist der rechtmäßige Clanführer der Otori. Er hat Takeo vor dem Massaker in Mino gerettet. Shigeru war nach der Schlacht in Yaegahara der einzige Überlebende seiner Familie. Sein Vater ist im Kampf gegen die Tohan gefallen, sein Bruder Otori Takeshi wurde kurze Zeit später von Tohanmännern ermordet, und seine Mutter erkrankte an einem Fieber, welches sie tötete. Er adoptiert Takeo und erkennt ihn als Erben des Otoriclans an. Er hat eine geheime Beziehung mit Maruyama Naomi. Shigeru wird von den Tohan gefangen genommen und gefoltert. Sein Stiefsohn Takeo tötet ihn, um ihn von den Qualen zu erlösen. Shigeru ist für seine Sanftmut bekannt und wird bereits wenige Tage nach seinem Tod als Gott verehrt.
Otori Shigeko
Takeos und Kaedes älteste Tochter. Sie ist 15 Jahre alt und ihrer Mutter wie aus dem Gesicht geschnitten, besitzt jedoch eine ganz eigene Persönlichkeit. Sie wird in Terayama von Matsuda Shingen, Kubo Makoto und Miyoshi Gemba unterrichtet. Im Gegensatz zu ihrer Mutter, die sich für die Zwillinge schämt, empfindet sie für Maya und Miki bedingungslose Liebe und ist wie ihr Vater bemüht, sie zu beschützen. Sie besitzt keine Stammesfähigkeiten, ist jedoch eine ausgezeichnete Kriegerin, versucht den Kampf aber gemäß ihrer Ausbildung stets zu vermeiden.
Sie verliebt sich in Sugita Hiroshi, der ihre Liebe erwidert. Doch ihr Schicksal sieht anderes vor.
Otori Maya
Die Erstgeborene der Zwillinge. Sie besitzt dieselben Stammesfähigkeiten wie ihr Vater. Bereits mit 13 Jahren ist sie in der Lage, den Kikutaschlaf anzuwenden, was jedoch weitreichende Folgen hat.
Da sie weiß, dass ihre Mutter anstatt ihr lieber einen Sohn bekommen hätte, beginnt sie, mehr und mehr Hass für Kaede zu empfinden. Zu Miki besteht eine sehr enge, fast telepathische Verbindung. Später erlangt sie die Fähigkeit, sich in eine Katze zu verwandeln.
Aus Versehen tötet sie ihren kleinen Bruder, wodurch sie sich endgültig von ihrem Leben als Otori abwendet, und schließt sich Hisao an.
Sie stirbt, als Kikuta Akio versucht, Takeo umzubringen.
Otori Miki
Die jüngere der beiden Zwillinge. Sie ist ebenso begabt wie ihre Schwester, besitzt jedoch nicht die Kikutagabe des Einschläferns. Sie ist sehr temperamentvoll, aber auch überaus weise für ihr Alter.
Im Laufe der Geschichte entwickelt sie starke spirituelle Kräfte, die Maya vor Hisao beschützen.
Obwohl sie nicht dabei war, weiß sie, dass Maya ihren kleinen Bruder umgebracht hat, bleibt jedoch alleine zurück, da sie Maya in Katzengestalt nicht folgen kann.
Später wird sie in Terayama aufgenommen.
Muto Kenji
Das Oberhaupt der Familie der Muto; er lehrte Takeo, mit seinen Stammesfähigkeiten umzugehen und sie zu beherrschen. Kenji ist recht alt und wirkt sehr unscheinbar, ist aber ein brillanter Kämpfer. Er ist dem Stamm treu ergeben, weswegen er seinen langjährigen Freund Otori Shigeru verrät. Später trennt er sich aber mit seiner ganzen Familie (den Mutos) vom Stamm, um Takeo beizustehen.
Um Takeo von der Erfüllung der Prophezeiung zu retten, geht er zu Kikuta Akio, um mit ihm zu verhandeln. Von diesem Treffen kehrt er nicht mehr zurück, da er Gift schluckt, bevor die Kikuta ihn umbringen können.
Iida Sadamu
Ist der grausame Anführer der Tohan. Zu Beginn der Buchreihe ist er der mächtigste Kriegsherr überhaupt, und seine Macht bleibt unangetastet. Er ist verantwortlich für das Massaker in Mino und für den Tod von Shigerus Bruder. Iida wird von Shirakawa Kaede getötet, als er versucht, diese zu vergewaltigen.
Muto Shizuka
Ist eine treue Dienerin von Kaede, die Nichte von Muto Kenji und somit ein Mitglied des Stammes. Sie gibt ihrer Herrin viele weise Ratschläge, obwohl sich diese nie sicher sein kann, ob sie Shizuka vertrauen kann. Sie war die Mätresse von Lord Arai und gebar ihm zwei Söhne. Arai zerstreitet sich aber mit ihr, als er erfährt, dass sie zum Stamm gehört. Shizuka gibt sich meist sehr gesprächig, was einerseits der Tarnung dient und andererseits nützlich ist, um an Informationen zu kommen. Sie ist außerdem eine exzellente Kämpferin und unterweist ihre Herrin Kaede im Schwertkampf.
Ihre zwei Söhne heißen Zenko und Taku. Sie spielen eine große Rolle in Takeos Herrschaft. Der eine erweist sich als treuer Gefährte, Diener und Freund, während der andere die Treue nur heuchelt und nur auf die Chance warte, den Tod seines Vaters zu rächen.
Als der treuherzige Taku aufgrund seines Bruders stirbt, verliert Shizuka den Verstand und beginnt vor einem Tempel zu meditieren und zu fasten. Man sagt, die Vögel würden sie ernähren.
Muto Yuki
Ist die Tochter von Muto Kenji und seiner Frau, die ebenfalls ein Stammesmitglied ist. Sie fühlt sich stark zu Takeo hingezogen, und während einer gemeinsamen Reise schlafen die beiden miteinander. Erst später erfährt Takeo, dass es Yukis Auftrag war, einen Sohn von ihm zu gebären. Nach der Geburt des Sohnes wird Yuki aber von den Kikuta gezwungen, sich umzubringen. Sie wäre nur hinderlich gewesen, weil sie starke Gefühle für Takeo empfindet. Die Ermordung von Yuki ist außerdem der Grund, dass sich ihr Vater Muto Kenji (Führer der Mutofamilie) vom Stamm abwendet.
Doch auch nach ihrem Tod beeinflusst sie das Schicksal mancher Menschen.
Arai Daiichi
Ist ein einflussreicher Kriegsherr des Clans der Sheishuu. Am Anfang des ersten Bandes rettet er Kaede vor einer Vergewaltigung. Doch als er von Iidas Tod profitiert und seine Stellung als mächtigster Lord einnimmt, zeigt sich sein wahrer Charakter: Er wird geblendet von der Macht und begeht Verrat an Otori Takeo, was ihn allerdings das Leben kostet. Arai ist sehr aufbrausend und wird schnell wütend. Er kann den Stamm nicht ausstehen und hat sich geschworen, ihn auszumerzen.
Er wird von einer Feuerwaffe getötet.
Kubo Makoto (später Eikan)
Ist der beste Freund von Takeo. Er lebt als Mönch in Terayama, steht ihm aber mutig in vielen seiner Kämpfe zur Seite. Makoto empfindet mehr als nur Freundschaft für Takeo und gesteht ihm im zweiten Band seine Liebe.
Nach Matsudas Tod wird er zum Abt des Tempels in Terayama ernannt und schwört, nie wieder zu töten. Er ist bei Takeos Tod anwesend, erweist ihm die letzte Ehre und berichtet Kaede darüber.
Nach seiner Entscheidung, Hououmeister in Terayama zu werden, änderte er seinen Namen in Eikan.
Lord Fujiwara
Ist ein Bekannter des Kaisers und ein reicher Edelmann. Er unterstützt Kaede mit Geldmittel und Nahrung, im Gegenzug will er von ihr geheime Geschichten vom Stamm und von Takeo erfahren. Er ist Sammler von seltenen Kunstgegenständen und sieht in Kaede einen weiteren, kostbaren Schatz. Gegen ihren Willen wird diese mit ihm vermählt. Fujiwara liebt es, seiner Frau bei ihrer Trauer über Takeo zuzusehen und labt sich an ihrem Leid. Wegen eines unglücklichen Brandes kommt der reiche Lord in seiner Residenz ums Leben.
Sein Sohn sorgt später für reichlich Trubel, als er Takeo ankündigt, dass der Kaiser seine Herrschaft als nicht rechtmäßig ansieht.
Kikuta Kotaro
Ist der Meister der Kikuta und der indirekte Führer des gesamten Stammes, da sein Wort über dem der anderen steht. Er ist der Mörder von Takeos leiblichem Vater und ein überaus begabter Kämpfer. Im dritten Band stellt er sich Takeo zum Duell. Dieser verliert im Kampf zwei seiner Finger, doch mit der Hilfe von Muto Kenji gelingt es ihm, den Kikutameister zu töten.

## Die Nebenfiguren
Otori Shoichi und Otori Masahiro
Sind die Onkel von Shigeru. Sie führen den Otoriclan, sind aber eigentlich nicht die rechtmäßigen Führer. Sie wurden nach der Schlacht von Yaegahara als Oberhäupter des Clans von den Tohan eingesetzt. Die beiden verraten ihren Neffen und liefern ihn an Iida aus, damit dieser ihn umbringen kann. Sie sind es auch, die den Attentäter Shintaro auf Shigeru ansetzen. Im dritten Band rächt sich Takeo für diesen Verrat, tötet sie und nimmt ihre Stelle als Oberhaupt des Otoriclans an.
Ichiro
Ist ein alter Mann, der Takeo im Haus von Shigeru unterrichtet. Er ist als angesehener, aber strenger Lehrer bekannt und lehrt Takeo Schreiben und die Geschichte der Clans. Auch Shigeru war sein Schüler. Im dritten Band lassen ihn Shoichi und Masahiro töten, um Takeos Zorn zu schüren.
Maruyama Naomi
Ist das Oberhaupt des Clans der Maruyama. Sie ist verliebt in Otori Shigeru und hat eine geheime Beziehung mit ihm. Sie und das Kind von Shigeru werden aber bereits im ersten Band von den Tohan getötet. Lady Maruyama scheint im Geheimen die Religion der Verborgenen zu praktizieren. Aus Teil fünf ist zu entnehmen, dass sie zehn Jahre älter als Shigeru ist.
Kondo Kiichi
Ist ein Mitglied des Stammes und ein Diener von Kaede. Er wirkt sehr grobschlächtig und spricht meist mit einem ironischen Unterton. Obwohl er grundsätzlich dem Stamm dient, ist er der treuste Krieger Kaedes. Er ist es, der ihren Vater tötet und sie vor einer Vergewaltigung bewahrt. Ihm ist auch der Tod von Lord Fujiwara zu verdanken. Er scheint sehr viel für Muto Shizuka übrig zu haben.
Matsuda Shingen
Ist ein Abt des Tempels in Terayama. Otori Shigeru und er stehen sich sehr nahe. Bevor er sich in den Tempel zurückzog, war Matsuda ein berüchtigter und begabter Kämpfer. Er unterrichtet Takeo in Kriegstaktik.
Jo-An
Ist ein Ausgestoßener und zeitweise ein Begleiter von Takeo. Er ist ein treuer Gläubiger und betet ständig zu dem verborgenen Gott. Arai Daiichi zwingt Takeo später dazu, Jo-An umzubringen.
Nach seinem Tod wird er zu einer Art Gott bzw. wie ein solcher von Bauern, Reisenden und den zumeist unteren Bevölkerungsschichten angebetet.
Lord Shirakawa
Ist der Vater von Kaede und hat ein ausgeprägtes Ehrgefühl. Als er sich selbst umbringen will, verfällt er dem Wahnsinn und will seine eigene Tochter vergewaltigen. Bevor es aber dazu kommen kann, wird er von Kondo Kiichi getötet.
Kuroda Shintaro
Ist ein Angehöriger des Stammes und ein berüchtigter Auftragsmörder. Er wurde von den Onkeln von Shigeru bezahlt, um diesen zu töten. Takeo kann das Attentat in letzter Sekunde verhindern, doch bevor sie Shintaro zur Rede stellen können, begeht dieser Selbstmord.
Ishida
Ist der Hausarzt von Lord Fujiwara und ein herzensguter Mensch. Er ist weit in der Welt herumgekommen und ist äußerst gebildet. Shizuka fühlt sich zu ihm hingezogen, und die beiden gehen eine intime Beziehung ein, die sich später zu einer Ehe entwickelt, aus der jedoch keine Kinder hervorgehen. Von einer seiner Reisen brachte er ein großes Tier namens Kirin mit, eine Giraffe, um das sich später viele Sagen und Mythen ranken.
Kikuta Akio
Ist ein Mitglied des Stammes. Ihm wird die Aufgabe zugeteilt, auf Takeo aufzupassen und ihn zu unterrichten. Akio ist nicht älter als er, behandelt ihn aber herablassend und verletzend. In Hagi hat Takeo die Möglichkeit, seinen verhassten Lehrer zu töten, entscheidet sich aber dagegen und zieht die Flucht vor.
Er ist es, der Takeo später als Rache für den Mord an Kotaro umbringen will. Deshalb nimmt er sich des Sohnes von Yuki und Takeo an, den er Hisao nennt. Er erzieht ihn nur mit dem Ziel, dass Hisao Takeo eines Tages töten soll, doch dieser stellt sich weniger geschickt in solchen Angelegenheiten an. Außerdem ist Hisao ein Schamane, d. h., er kann mit den Geistern reden; diese Fähigkeit bleibt aber lange verborgen, und Hisao sieht sie eher als eine Qual an.
Akio stirbt bei dem Versuch, Takeo mit einer Feuerwaffe umzubringen, da diese explodiert.
Kikuta Isamu
Ist Takeos leiblicher Vater und ein gefährlicher Stammesangehöriger mit außergewöhnlichen Fähigkeiten. Als er nach Mino kam, schloss er sich den Verborgenen an und schwor sich, nie mehr zu töten. Diese Entscheidung musste er aber mit seinem Tod bezahlen. Er wurde in Mino von Kotaro ermordet.
Arai Zenko
Sohn Muto Shizukas und Arai Daiichis. Gibt Takeo die Schuld am unehrenhaften Tod seines Vaters. Ist der Ehemann der machtbesessenen Schwester Kaedes namens Hana. Gemeinsam mit Hana und Kikuta Akio plant er, seinen Vater zu rächen und selbst Herrscher über die drei Länder zu werden. Seine Rebellion wird von Otori Shigeko und ihrem Ehemann Saga Hideki, dem General des Kaisers, niedergeschlagen. Zenko und Hana werden gezwungen, sich das Leben zu nehmen.

## Japanische Gedichte aus dem Clan der Otori
Der Hirsch vereint mit

Dem herbstlichen Klee

Hat wie es heißt

Ein einziges Kitz gezeugt

Dieses mein Kitz

Der einsame Junge

Geht auf Reise

Gras ist sein Kissen
Gedichtanthologie Manyoushu Bd. 9, Nr. 1790
In Nächten,

wenn, vom Wind getrieben,

Regen fällt,

In Nächten,

wenn der Schnee,

vermischt mit Regen, fällt
Yamanoue no Okura: Ein Monolog über Armut
Auch andere, in den entferntesten Dörfern,

blicken ohne Zweifel zu diesem Mond,

der niemals fragt welcher Betrachter

die Nacht gerade sein Eigen nennt…

Laut, im unsichtbaren Wind des Berges,

schallt der Ruf des Hirschs und lässt das Herz erbeben

und irgendwo von einem Zweig

fällt ein einsames Blatt zu Boden
Das Schlagholz („Kinuta“) von Zeami
Der Klang der Glocken von Gion Shoja spricht

von der Endlichkeit der Dinge.

Die Farbe der Sala-Blume enthüllt, dass allen

Wohlhabenden der Niedergang droht.

Die Stolzen haben keinen Bestand, sie gleichen

einem Traum in der Frühlingsnacht.

Am Ende stürzen die Mächtigen, sie sind wie Staub im Wind.
Aus: The Tale of the Heike. Stanford University Press 1988

### Originalausgaben
- Hearn, Lian: Across the Nightingale Floor. Hodder Headline, 2002→ ISBN 0-7336-1562-7
- Hearn, Lian: Grass for His Pillow. Hodder Headline, 2003→ ISBN 0-7336-1563-5
- Hearn, Lian: Brilliance of the Moon. Hodder Headline, 2004→ ISBN 0-7336-1564-3
- Hearn, Lian: The Harsh Cry of the Heron. Hachette Australia, 2006→ ISBN 1-59448-923-8
- Hearn, Lian: Heaven’s Net is Wide. Hachette Australia, 2007→ ISBN 978-0-7336-2144-4

### Deutsche Übersetzungen
- Hearn, Lian: Das Schwert in der Stille. Carlsen, 2003→ ISBN 978-3-551-58106-8
- Hearn, Lian: Der Pfad im Schnee. Carlsen, 2004→ ISBN 978-3-551-58110-5
- Hearn, Lian: Der Glanz des Mondes. Carlsen, 2005→ ISBN 978-3-551-58111-2
- Hearn, Lian: Der Ruf des Reihers. Carlsen, 2007→ ISBN 978-3-551-58160-0
- Hearn, Lian: Die Weite des Himmels. Carlsen, 2009→ ISBN 978-3-551-58171-6